# JoJo's Bizarre Adventure: Eyes of Heaven

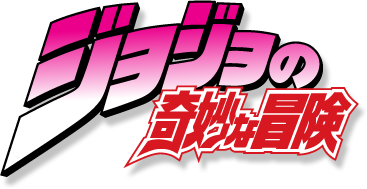
Logo de la serie de anime/manga JoJo's Bizarre Adventure.

JoJo no Kimyō na Bōken Aizu Obu Hebun (ジョジョの奇妙な冒険 アイズオブヘブン JoJo's Bizarre Adventure: Eyes of Heaven?) es un videojuego de lucha en 3D exclusivo para PlayStation desarrollado por CyberConnect2 y distribuido por Bandai Namco. El juego está basado en la serie de manga de JoJo's Bizarre Adventure, y abarca desde la primera parte del manga, Phantom Blood, hasta la octava parte, JoJolion. Fue estrenado en Japón el 17 de diciembre de 2015, en Estados Unidos el 28 de junio de 2016 y en Europa el 1 de julio de 2016.

## Sinopsis
La historia del juego trata de distorsiones en la línea temporal del universo existente, además por alguna razón desconocida, los muertos reaparecen y se enfrentan a sus antiguos amigos. Tras una batalla contra Kakyoin revivido, Robert Speedwagon joven aparece y explica a los protagonistas por qué estas distorsiones temporales afectan el universo en el que se encuentran y también los otros universos (Steel Ball Run en adelante). Jotaro y los demás se embarcan en una aventura para recuperar las partes del Cuerpo Sagrado para restablecer el orden en el tiempo. Al final todo se resume en un combate final por la salvación del universo entre Jotaro y una nueva y poderosa versión de DIO.

## Modos de juego
El juego implementa un sistema de combate 2 vs 2, en el que uno es el jugador y los otros tres son manejados por la IA, eso en el Modo Historia y en Batalla Libre.

### Multijugador
El juego no posee un multijugador local, por lo que se debe jugar en línea si se quiere jugar contra otra persona, en sistema de 1vs1 (un jugador y compañero IA contra un jugador y compañero IA) o 2vs2 (dos jugadores contra dos jugadores).

## Personajes jugables
El juego cuenta con 52 personajes jugables y uno descargable, siendo el juego de JoJo's Bizarre Adventure con el roster más grande hasta el momento.
Estos personajes son:
- Jonathan Joestar
- Will A. Zeppeli
- Robert E. O. Speedwagon
- Dio Brando
- Joseph Joestar
- Caesar A. Zeppeli
- Lisa Lisa
- Rudol von Stroheim
- Wamuu
- Esidisi
- Kars
- Jotaro Kujo
- Noriaki Kakyoin
- Jean Pierre Polnareff
- Muhammad Avdol
- Joseph Joestar viejo
- Iggy
- N'Doul
- Vanilla Ice
- Mariah
- Pet Shop
- Hol Horse
- DIO
- Josuke Higashikata
- Okuyasu Nijimura
- Koichi Hirose
- Jotaro Kujo (parte 4)
- Rohan Kishibe
- Yukako Yamagishi
- Shigekiyo Yangu
- Akira Otoishi
- Yoshikage Kira
- Kosaku Kawajiri
- Giorno Giovanna
- Bruno Bucciarati
- Guido Mista
- Narancia Ghirga
- Pannacotta Fugo
- Trish Una
- Diavolo
- Jolyne Cujoh
- Ermes Costello
- Narciso Anasui
- Weather Report
- Enrico Pucci
- Johnny Joestar
- Gyro Zeppeli
- Diego Brando
- Diego Brando (mundo alternativo)
- Funny Valentine
- Josuke Higashikata (JoJolion)
- Joshu Higashikata
- Este es el único no jugable y es Dio Over Heaven, una variante de Dio Brando que alcanzó el cielo y evoluciono a una deidad.

## Reparto
| Personaje                        | Seiyū                  |
| Parte I: Phantom Blood           | Parte I: Phantom Blood |
| -------------------------------- | ---------------------- |
| Jonathan Joestar                 | Kazuyuki Okitsu        |
| Will A. Zeppeli                  | Yoku Shioya            |
| Robert E. O. Speedwagon          | Yōji Ueda              |
| Dio Brando                       | Takehito Koyasu        |
| Parte II: Battle Tendency        |                        |
| Joseph Joestar                   | Tomokazu Sugita        |
| Caesar A. Zeppeli                | Takuya Satō            |
| Lisa Lisa                        | Atsuko Tanaka          |
| Rudol von Stroheim               | Atsushi Imaruoka       |
| Wamuu                            | Akio Ōtsuka            |
| Esidisi                          | Keiji Fujiwara         |
| Kars                             | Kazuhiko Inoue         |
| Parte III: Stardust Crusaders    |                        |
| Jotaro Kujo                      | Daisuke Ono            |
| Noriaki Kakyoin                  | Daisuke Hirakawa       |
| Jean Pierre Polnareff            | Fuminori Komatsu       |
| Muhammad Avdol                   | Kenta Miyake           |
| Joseph Joestar viejo             | Unshō Ishizuka         |
| Iggy                             | Misato Fukuen          |
| N'Doul                           | Kentarō Itō            |
| Vanilla Ice                      | Shō Hayami             |
| Mariah                           | Ayahi Takagaki         |
| Pet Shop                         | N/A                    |
| Hol Horse                        | Hidenobu Kiuchi        |
| DIO                              | Takehito Koyasu        |
| Parte IV: Diamond Is Unbreakable |                        |
| Josuke Higashikata               | Wataru Hatano*         |
| Okuyasu Nijimura                 | Wataru Takagi          |
| Koichi Hirose                    | Romi Park*             |
| Rohan Kishibe                    | Hiroshi Kamiya*        |
| Yukako Yamagishi                 | Chinatsu Akasaki*      |
| Shigekiyo Yangu                  | Kappei Yamaguchi       |
| Akira Otoishi                    | Showtaro Morikubo      |
| Yoshikage Kira                   | Rikiya Koyama*         |
| Kosaku Kawajiri                  | Rikiya Koyama*         |
| Jotaro Kujo (Parte 4) (DLC)      | Daisuke Ono            |
| Parte V: Vento Aureo/Golden Wind |                        |
| Giorno Giovanna                  | Daisuke Namikawa*      |
| Bruno Bucciarati                 | Noriaki Sugiyama*      |
| Guido Mista                      | Kenji Akabane*         |
| Narancia Ghirga                  | Yūko Sanpei*           |
| Pannacotta Fugo                  | Hisafumi Oda*          |
| Trish Una                        | Nao Tōyama*            |
| Diavolo                          | Toshiyuki Morikawa*    |
| Parte VI: Stone Ocean            |                        |
| Jolyne Cujoh                     | Miyuki Sawashiro*      |
| Ermes Costello                   | Chizu Yonemoto*        |
| Narciso Anasui                   | Yūichi Nakamura*       |
| Weather Report                   | Tōru Ōkawa*            |
| Enrico Pucci                     | Jōji Nakata*           |
| Enrico Pucci (Luna Nueva)        | Jōji Nakata*           |
| Parte VII: Steel Ball Run        |                        |
| Johnny Joestar                   | Yūki Kaji              |
| Gyro Zeppeli                     | Shin'ichirō Miki       |
| Diego Brando                     | Takehito Koyasu        |
| Diego Brando (mundo alternativo) | Takehito Koyasu        |
| Funny Valentine                  | Yasuyuki Kase          |
| Parte VIII: JoJolion             |                        |
| Josuke Higashikata               | Mitsuaki Madono        |
| Joshu Higashikata                | Hiroaki Miura          |

(*) Personajes que contienen voces distintas al anime. Curiosamente, ciertos seiyūs tienen voces de otros personajes en el anime. Estos son:
- Giorno Giovanna con la voz Narciso Anasui
- Diavolo con la voz de Yoshikage Kira
- Narciso Anasui con la voz de Bruno Bucciarati
- Weather Report con la voz del narrador
- Johnny Joestar con la voz de Koichi Hirose